# Гонятички
Гонятички (пол. Honiatyczki) — село в Польщі, у гміні Вербковичі Грубешівського повіту Люблінського воєводства. Населення — 243 особи (2011).

## Історія
За даними етнографічної експедиції 1869—1870 років під керівництвом Павла Чубинського, у селі здебільшого проживали греко-католики, усе населення розмовляло українською мовою.
За німецької окупації 1939—1944 років у селі діяла українська школа.
У 1975—1998 роках село належало до Замойського воєводства.

## Демографія
Демографічна структура станом на 31 березня 2011 року:
|          | Загалом | Допрацездатний вік | Працездатний вік | Постпрацездатний вік |
| -------- | ------- | ------------------ | ---------------- | -------------------- |
| Чоловіки | 121     | 24                 | 76               | 21                   |
| Жінки    | 122     | 26                 | 57               | 39                   |
| Разом    | 243     | 50                 | 133              | 60                   |